# Formation d'Hornerstown
La formation d'Hornerstown est une formation géologique du Paléogène ou du Crétacé supérieur du New Jersey. L'âge de ces dépôts a été controversé. Alors que la plupart des fossiles appartiennent à des types d'animaux connus depuis la première ère du Cénozoïque, plusieurs fossiles d'âge autrement exclusivement crétacé ont été trouvés. Il s'agit notamment des restes du requin Squalicorax, du poisson téléostéen Enchodus, de plusieurs espèces d'ammonites et de reptiles marins appartenant au genre Mosasaurus. Certains de ces vestiges montrent des signes d'abrasion et d'érosion sévères, ce qui implique qu'ils sont probablement retravaillés à partir de dépôts plus anciens. La plupart de ces fossiles sont limités au point le plus bas de la formation, riche en fossiles et connu sous le nom de couche fossilifère principale, ou MFL. D'autres explications pour les fossiles déplacés dans le MFL sont qu'ils représentent un assemblage moyen dans le temps qui s'est construit et est resté non enterré pendant une période de faible dépôt de sédiments, ou qu'ils ont été remués plus profondément dans les sédiments et déposés ensemble lors d'un tsunami.